# Savills
Savills – międzynarodowa firma doradcza rynku nieruchomości. Jest notowana na London Stock Exchange, wchodzi w skład indeksu FTSE 250. Zatrudnia około 25 000 osób w 500 biurach zlokalizowanych w Europie, Azji, Afryce oraz obu Amerykach.

## Historia
Przedsiębiorstwo zostało założone w 1855 roku przez Alfreda Savilla pod nazwą Savill and Son i początkowo jego działalność skupiała się na gruntach rolniczych. Dopiero w latach 50. kolejnego stulecia, po połączeniu z firmą Rees-Reynold and Hunt firma rozpoczęła działalność w obszarze nieruchomości komercyjnych. W latach 70. firma uzyskała obecną nazwę. W 1988 przedsiębiorstwo zostało przekształcone w spółkę akcyjną oraz weszło na londyńską giełdę. W 1997 roku firma połączyła się z First Pacific Davies, a w kolejnym roku nabyła większościowe udziały w hiszpańskim, niemieckim oraz francuskim oddziale firmy Weatherall, Green & Smith. W 2000 roku Savills wszedł w skład indeksu FTSE 250 oraz nabył First Pacific Co., Hamilton Osborne King oraz połowę udziałów w Korean Basset Advisors oraz BHP Korea. W kolejnych latach przedsiębiorstwo przejmowało jeszcze firmy takie jak IPAM GmbH, Gresham Down, London Planning Practise oraz Thomas Davidson.